# اتیل دیرازپات
اتیل دیرازپات(به انگلیسی: Ethyl dirazepate) دارویی از مشتقات بنزودیازپین است که توسط سانوفی وینتروپ تولید شده‌است. دارای ویژگی ضد اضطراب و خواب آوری و احتمالاً سایر خصوصیات بنزودیازپین است.